# Day to Day Living
Day to Day Living – trzeci album studyjny Don Carlosa, jamajskiego wykonawcy muzyki roots reggae.
Płyta została wydana w roku 1982 przez londyńską wytwórnię Greensleeves Records. Nagrania zarejestrowane zostały w studiu Channel One w Kingston. Ich produkcją zajął się Henry "Junjo" Lawes. Don Carlosowi akompaniowali muzycy sesyjni z zespołu The Roots Radics Band. Album doczekał się kilku reedycji, wydanych przez Shanachie Records (LP, 1983) oraz Greensleeves (CD, 2001 i 2006).

## Lista utworów

### Strona A
1. "Hog & Goat"
2. "I Like It"
3. "Dice Cup"
4. "Roots Man Party"
5. "Hey Mr. Babylon"

### Strona B
1. "Street Life"
2. "English Woman"
3. "400 Years"
4. "I'm Not Crazy"
5. "At the Bus Stop"

## Muzycy
- Winston "Bo-Peep" Bowen - gitara
- Noel "Sowell" Bailey - gitara rytmiczna
- Errol "Flabba" Holt - gitara basowa
- Lincoln "Style" Scott - perkusja
- Noel "Skully" Simms - perkusja
- Christopher "Sky Juice" Blake - perkusja
- Gladstone Anderson - fortepian
- Winston Wright - organy
- Dean Fraser - saksofon
- Felix "Deadly Headley" Bennett - saksofon
- Ronald "Nambo" Robinson - puzon
- David Madden - trąbka